# Sid'Ahmed Ould Raiss
Sid'Ahmed Ould Raiss (Atar, 9 de julio de 1964) es un político mauritano especializado en gestión de administración pública. Es ministro de Asuntos Económicos y Desarrollo de su país desde mayo de 2015.

## Biografía
Cursó estudios de Derecho en la Universidad de Nuakchot y la Universidad de Túnez, siendo diplomado en el Instituto Internacional de Administración Pública de París, para obtener más tarde el máster en la École Nationale d'Administration de la capital francesa.
Ha sido profesor asistente en la Facultad de Ciencias Jurídicas de la Universidad de Nuakchot y auditor del Tribunal de Cuentas de Mauritania. Fue nombrado ministro de Comercio en 2007 en el gobierno de Zeine Ould Zeidane y ministro delegado adjunto al Ministerio de Economía y Finanzas en el gobierno de Yahya Ould Ahmed Waghf. El 1 de septiembre de 2008 fue nombrado ministro de Hacienda en el gobierno de la junta militar formada tras el golpe de Estado de agosto del mismo año. Después fue presidente del Banco Central de Mauritania hasta enero de 2015 y en mayo del mismo año fue nombrado ministro de Asuntos Económicos y Desarrollo.